# Hercostomus stigmatifer
Hercostomus stigmatifer är en tvåvingeart som beskrevs av Octave Parent 1944. Hercostomus stigmatifer ingår i släktet Hercostomus och familjen styltflugor. Inga underarter finns listade i Catalogue of Life.